# Archachatina marginata
Archachatina marginata (лат.) — крупная тропическая наземная улитка из класса брюхоногих моллюсков.
Длина раковины достигает 20 см. Живёт улитка до 10 лет.
Распространена в Западной Африке от Камеруна до Заира. Интродуцирована в США, где представляет потенциальную угрозу для сельского хозяйства, естественных экосистем, здоровья людей и торговли. В связи с этим на этот вид в США введён карантин.
|                                                                                                 |  |
| Слева направо: 1 — Archachatina marginata var. suturalis ; 2 — Archachatina marginata var. ovum |  |

## Описание
Длина раковины взрослой улитки обычно не превышает 10—20 см в зависимости от подвида, хотя известны отдельные экземпляры длиной более 20 см. Раковина коническая, чаще всего бывает закручена против часовой стрелки, хотя встречается и обратное направление. Окраска раковины зависит от окружающей среды и пигментации самой улитки. В большинстве случаев на ней наблюдаются полосы красновато-коричневых и желтоватых оттенков, бывают раковины изумрудно зеленые, с малиновым окрасом апекса и другие. Старая улитка имеет раковину темнее чем у молодых особей.